# Arzberg (Szászország)
Arzberg település Németországban, azon belül Szászország tartományban. Lakosainak száma 1824 fő (2023. december 31.).

## Népesség
A település népességének változása:
| Lakosok száma | 1897 | 1885 | 1837 | 1848 | 1824 |
|               | 2017 | 2019 | 2021 | 2022 | 2023 |